# Chameleon nádherný
Chameleon nádherný, Bradypodion damaranum, je malý jihoafrický druh chameleona. V Úmluvě o mezinárodním obchodu s ohroženými druhy volně žijících živočichů a rostlin je tento druh zařazen do přílohy II.
Má širokou tlamu a nezávisle na sobě pohyblivé oči, přilba lehce odstává od týla. Hřbetní hřeben je výrazný a táhne se po celé délce hřbetu až na  ocas, dobře vyvinutý je také hřeben na hrdle. Tělo chameleona je bočně zploštělé a na bocích se táhnou řady zvětšených šupin, další zvýrazněné šupiny jsou roztroušené i jinde na trupu ještěra. Silné nohy mají prsty srostlé v klíšťky, které jsou na hrudních končetinách tvořeny třemi vnějšími a dvěma vnitřními prsty, na pánevních končetinách je tomu naopak. Prsty jsou opatřené dobře utvářenými drápy. Ocas je dlouhý a ovíjivý. Dospělý samec dorůstá délky asi 16 cm, samice ještě o asi dva centimetry více.
Zatímco samice jsou většinou jednobarevně zelené, samci mohou měnit barvu v široké paletě odstínů: v klidu je zelený, při vzrušení se jeho zbarvení mění na odstíny fialové, červené, žluté či hnědé barvy. Barvoměnou se samec také dvoří vybrané samici.
V přírodě se vyskytuje na území Kapska v Jihoafrické republice. Obvykle obývá lesy, ale proniká i do zahrad. Je to samotář, zvláště samci jsou vůči sobě silně agresivní. Chameleon nádherný je aktivní celodenně, živí se hmyzem, který lapá pomocí vystřelovacího jazyka. Je vejcoživorodý, samice po 120-150 dnech březosti rodí 2-20 mláďat, která jsou obalena průhlednými, blanitými plodovými obaly. Bezprostředně po porodu se mladí chameleoni z obalů uvolňují, jsou ihned samostatní a do několika hodin začnou přijímat potravu. Pohlavní dospělost nastupuje v devíti měsících věku.

## Chov
Chameleona nádherného je možno chovat v páru v teráriu, které má minimální rozměry 80x40x50 cm, nebo jednotlivě v teráriu aspoň 30x30x40 cm velkém. Nelze chovat víc samců pohromadě a i při chovu v páru je třeba terárium vybavit dostatečným množstvím úkrytů. Boční stěny je vhodné polepit korkem nebo kůrou, jako substrát poslouží dobře prosetý písek. Během léta je nutné terárium vytápět na teplotu 25-28 °C, s nočním poklesem na pokojovou teplotu, v zimě se teplota mírně snižuje. Teplota vzduchu nikdy nesmí překročit 30 °C, protože pak dochází k přehřátí chovaného zvířete. Terárium pro chameleona nádherného se dále doplňuje větvemi a popínavými rostlinami ke šplhání, k udržení vhodné vlhkosti postačí rosení 1x denně.
V zajetí je chameleon nádherný krmen především cvrčky vhodné velikosti, dobré je však, když je strava co nejpestřejší: lze mu nabízet též sarančata, šváby, pavouky, octomilky, mouchy a jiný hmyz.

## Fotogalerie

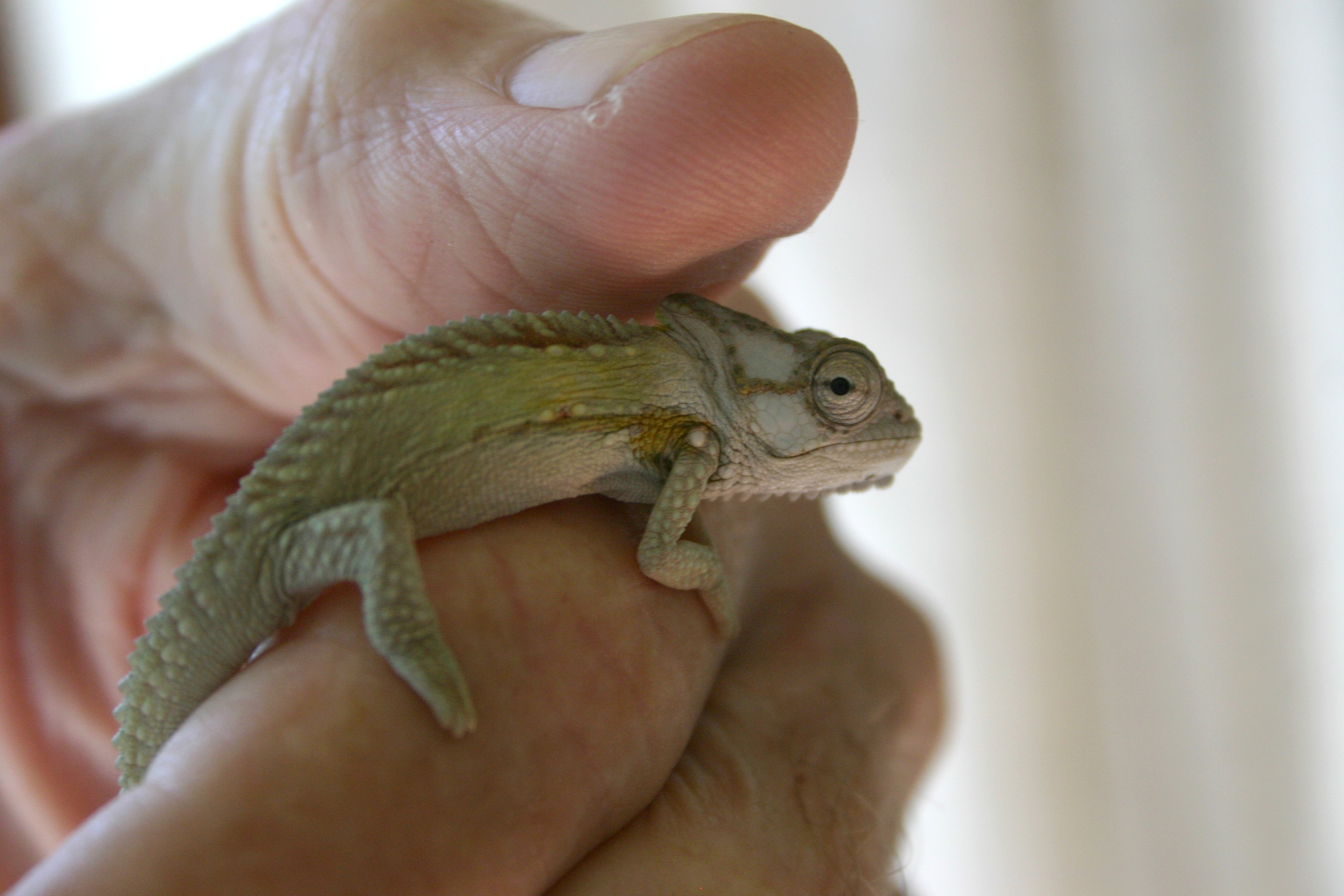
Mladý jedinec
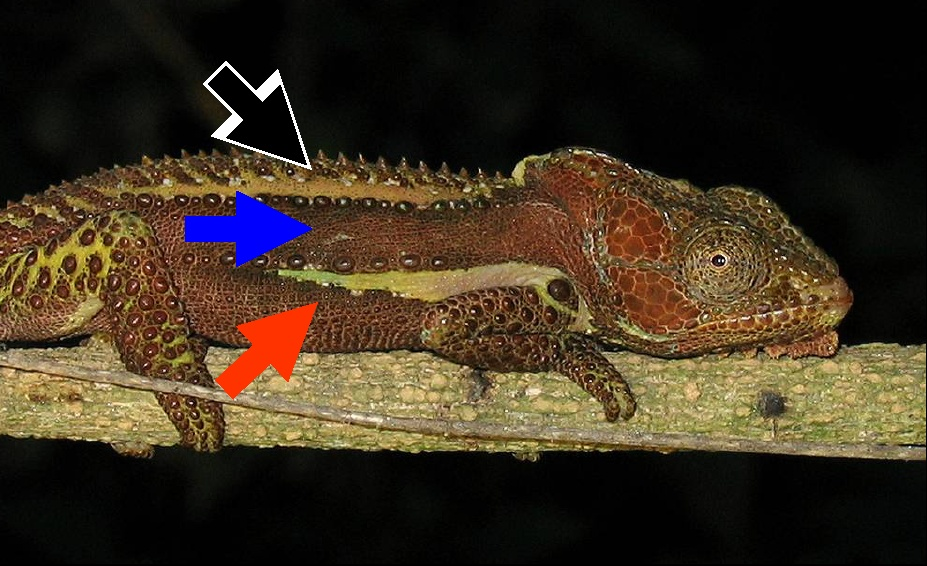
Samec chameleona nádherného, zbarven hnědě jako vyjádření podřízenosti